# Museu do Relógio Professor Dimas de Melo Pimenta
O Museu do Relógio Professor Dimas de Melo Pimenta é um museu brasileiro temático dedicado a mostrar a evolução histórica e técnica do relógio a partir dos anos, focando em seus diversos tipos e modelos usados pelo homem para contar a passagem do tempo e enfatiza a importância do tempo cronológico para a Meteorologia, em que, sem ela, a ciência não seria capaz de elaborar previsões de tempo em nenhum lugar.
Localizado na Zona Oeste de São Paulo, na Avenida Mofarrej, 840, no bairro Vila Leopoldina, na sede da DIMEP - Dimas de Melo Pimenta Sistemas de Ponto e Acesso Ltda.

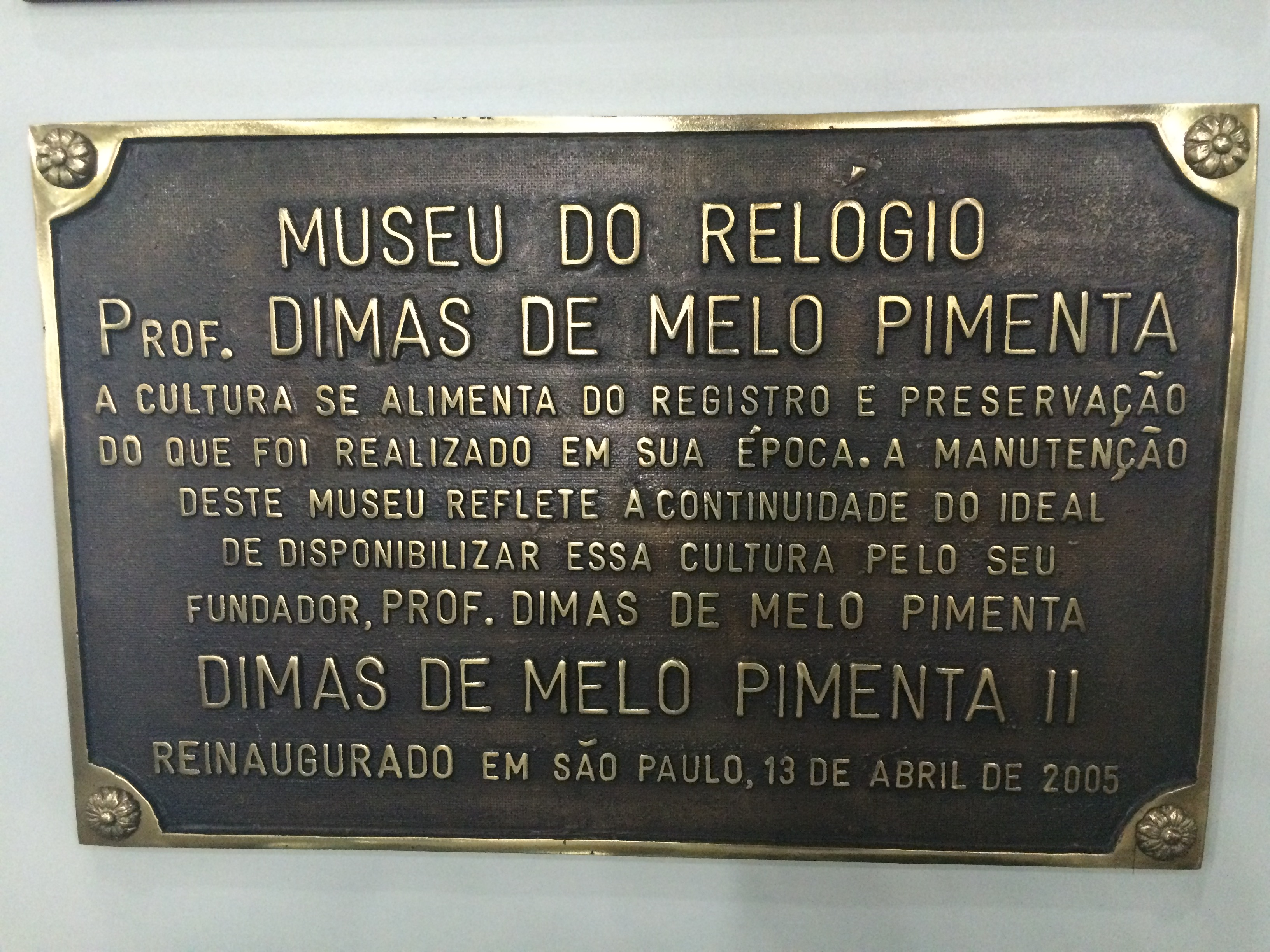
Placa informativa do Museu do Relógio

O museu se encontra dentro do prédio da Dimep, espaço que abrigava uma antiga fábrica.

## História
O Museu do Relógio Professor Dimas de Melo Pimenta foi fundado no ano de 1975, pelo professor e colecionador Dimas de Melo Pimenta, que iniciou, no ano de 1950, sua coleção pessoal de relógios de vários modelos e tipos, a começar com um de bolso e de prata comprado em Aparecida, SP.A coleção cresceu tanto que se torno, no ano de 1954, um Museu. O acervo é constituído por peças doadas por pessoas que tem a intenção de colaborar com o arquivo do Museu, comprados pelo filho do fundador, Dimas de Melo Pimenta II, ou pelo antigo acervo do fundador, Professor Dimas de Melo Pimenta, formando assim, o único museu do gênero da América Latina.
O museu passou por reforma e ampliação, sendo reaberto em outubro de 2011. Em novembro do mesmo ano, o Museu do Relógio Professor Dimas de Melo Pimenta lançou um livro de nome homônimo. A data foi escolhida por Dimas de Melo Pimenta II, filho do professor e atual presidente da DIMEP, em comemoração aos 75 anos de fundação da empresa criada por Pimenta em 1936. Na obra, encontram-se fotos e informações de cerca de 100 relógios dos mais de 600 expostos dentro do museu.

### História do professor Dimas de Melo Pimenta
O professor Dimas de Melo Pimenta começou a trabalhar com relógios em 1936 como auxiliar no departamento de relógio e telefones da firma Stal,Teles & Cia.LTDA., foi no final do ano de 1936 que Dimas começou a esboçar seus primeiros relógios. Um de seus primeiros trabalhos realizados foi na estação de ferro de Sorocaba em Itu-São Paulo, onde ele produziu um relógio de mestre no ano de 1938. Apesar do seu interesse pelo ramo relojoeiro, Dimas de Melo Pimenta continuou os seus estudos;  frequentando o ginásio do estado, escola técnica de comércio de São Paulo, faculdade de estudos econômicos do Liceu coração de jesus e a universidade da capital federal, é bacharel em ciências contábeis (turma de 1938), também cursou engenharia civil (turma de 1942) cursos de aperfeiçoamento de engenharia industrial. Foi em 1958 que Dimas de Melo conquistou o registro de professor relojoeiro pela secretaria da educação.
Foi durante a segunda guerra mundial em 1941, que após anos de luta e esforço conseguiu alcançar o seu objetivo de transformar sua produção de relógios que ele havia começado em 1936 em uma produção efetivamente industrial. Com apenas 23 anos fundou junto com seu pai Manuel e seu irmão José fundou a firma de elétricos “tagus” ltda., incorporada posteriormente a empresa Dimas de Melo Pimenta S.A – indústria de relógios, afirma que teve um início bastante moderno, começando com o capital de 50 contos de reis, estabeleceu-se em um pequeno armazém de apenas 40 m2. Neste pequeno armazém chegaram a trabalhar 15 pessoas, a partir dai foram criados, feitos e produzidos extraordinários relógios destacados pelo seu grande valor tecnologia que era de extrema importância para as instalações do ministério da fazenda. O jovem Dimas de Melo Pimenta empenhou-se a profundamente em sua empresa, sua vida foi dedicada intensamente á pesquisa e á produção de relógios junto a administração de sua firma, pesquisa essa sempre feita para a criação de relógios cada vez melhores, e ao mesmo tempo em que iniciou os estudos para a constituição de um instituto que, levasse aos relojoeiros de todo o Brasil informações e técnicas que lhes permitissem evoluir profissionalmente. Ele fundou o instituto “instituto brasileiro de relojoaria” do qual foi presidente, foi a partir deste instituto que ele  criou a primeira escola de relojoaria do Brasil.
Em 1950 Dimas de Melo Pimenta começou a sua coleção de relógios que hoje chega a mais de 800, dentre elas um dos mais antigos relógios de bolso fabricado em 1535, sua coleção possui relógios raros e peculiares. Seu museu foi construída e organizada de uma forma com que os visitantes se sentissem em uma linha do tempo, mostrando toda a evolução dos diversos tipos de relógios. Dentro dos vários relógios criados, fabricados em sua empresa, Dimas de Melo fez um trabalho de 2 anos na criação do primeiro relógio eletrônico no Brasil em 1959, no mesmo ano ele inicia uma pesquisa sobre o relógio de quartzo. Dimas de Melo Pimenta S.A- Indústria de relógios abastece cerca de 70% do mercado interno de relógios industriais e comerciais, além de exportarem para diversos países na América, Europa, Ásia e África.

### Retrospectiva anual
O Museu realiza anualmente a "Retrospectiva Anual", quando o acervo agrega à suas mais de 600 peças outros relógios históricos para exposição ao público. Esse evento é uma homenagem ao Professor Dimas de Melo Pimenta, que fazia uma mostra com o mesmo nome e com a mesma frequência, sempre no mês de dezembro, para apresentar para a sociedade as novas peças do acervo, que viriam a fazer parte o museu, ainda não fundado na época. Em 2015 foi realizada a 43ª edição da "Retrospectiva Anual", que teve como principal atração o relógio espião, criado na Alemanha Ocidental na década de 1950.

## Acervo do Museu
O museu conta com um vasto acervo, com cerca de mais de 800 peças .A coleção é um resultado de doações, doadas por pessoas que tem a intenção de colaborar com o arquivo do Museu. Entre os vários tipos de relógios  da coleção alguns atraem interesse particular.

### Relógio de ouro, pérolas e brilhantes
Segundo um antigo recibo relógio pertencia a segunda imperatriz brasileira Amélia de Leuchtenberg esposa de D.Pedro I e Duquesa de Bragança que era prima por afinidade de Napoleão III e posteriormente foi dado de presente, por ela a uma família; a peça foi fabricada pela marca Suíça Alliez & Berguer, na segunda metade do século XIX.

#### Relógio atômico, que mede o tempo pela vibração de moléculas de Césio-133[1]
O relógio atômico é um tipo de relógio que usa um padrão de ressonante de frequência como contador, em outras palavras ele mede o tempo baseando-se na propriedade do átomo, sendo o padrão de frequência de oscilação de sua energia; o relógio atômico nunca se atrasa, ou aparentemente quase nunca apenas 1 segundo a cada 200 anos é o mais preciso do mundo.

## Galeria de fotos

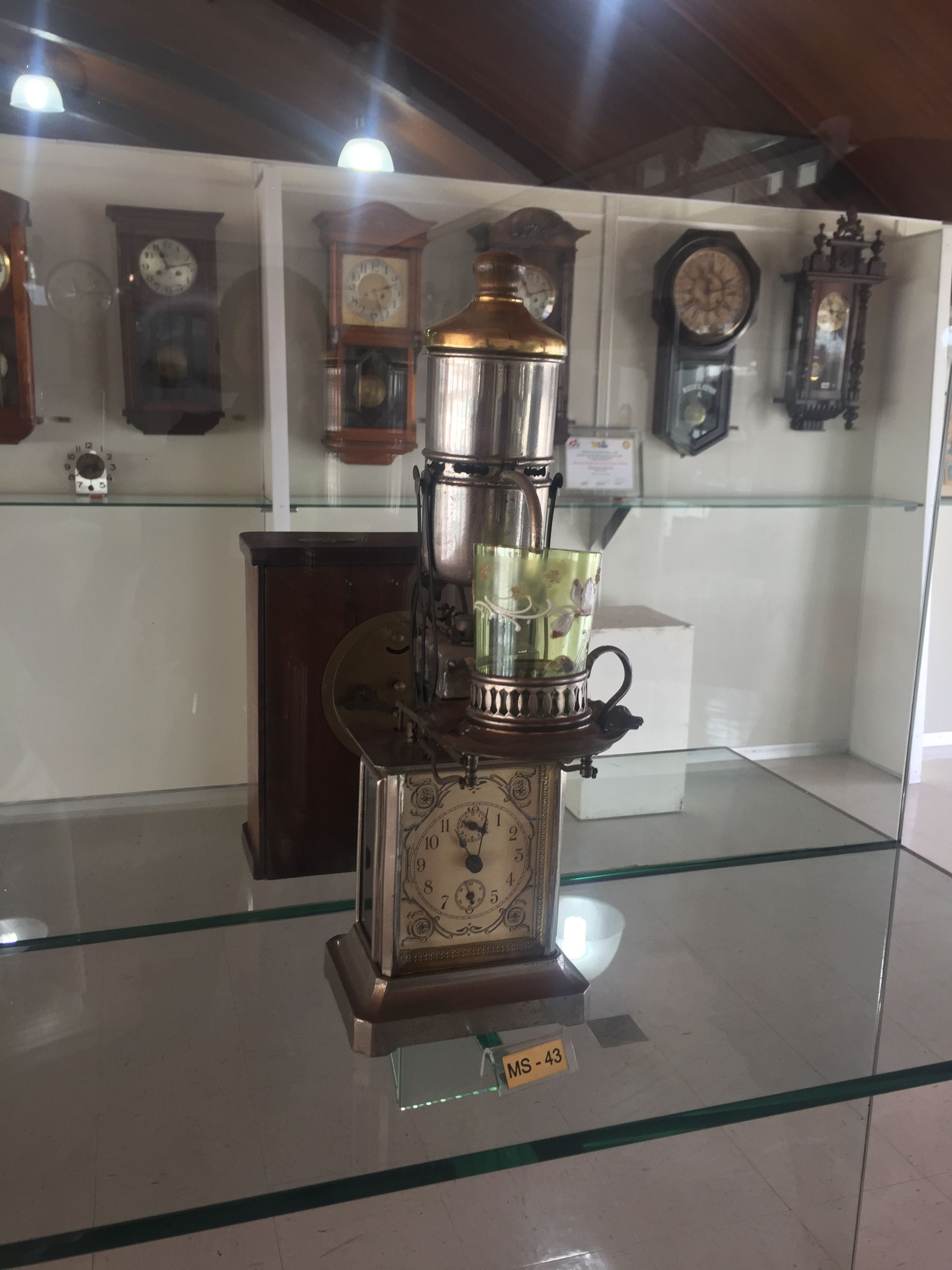
Relógio Cafeteira
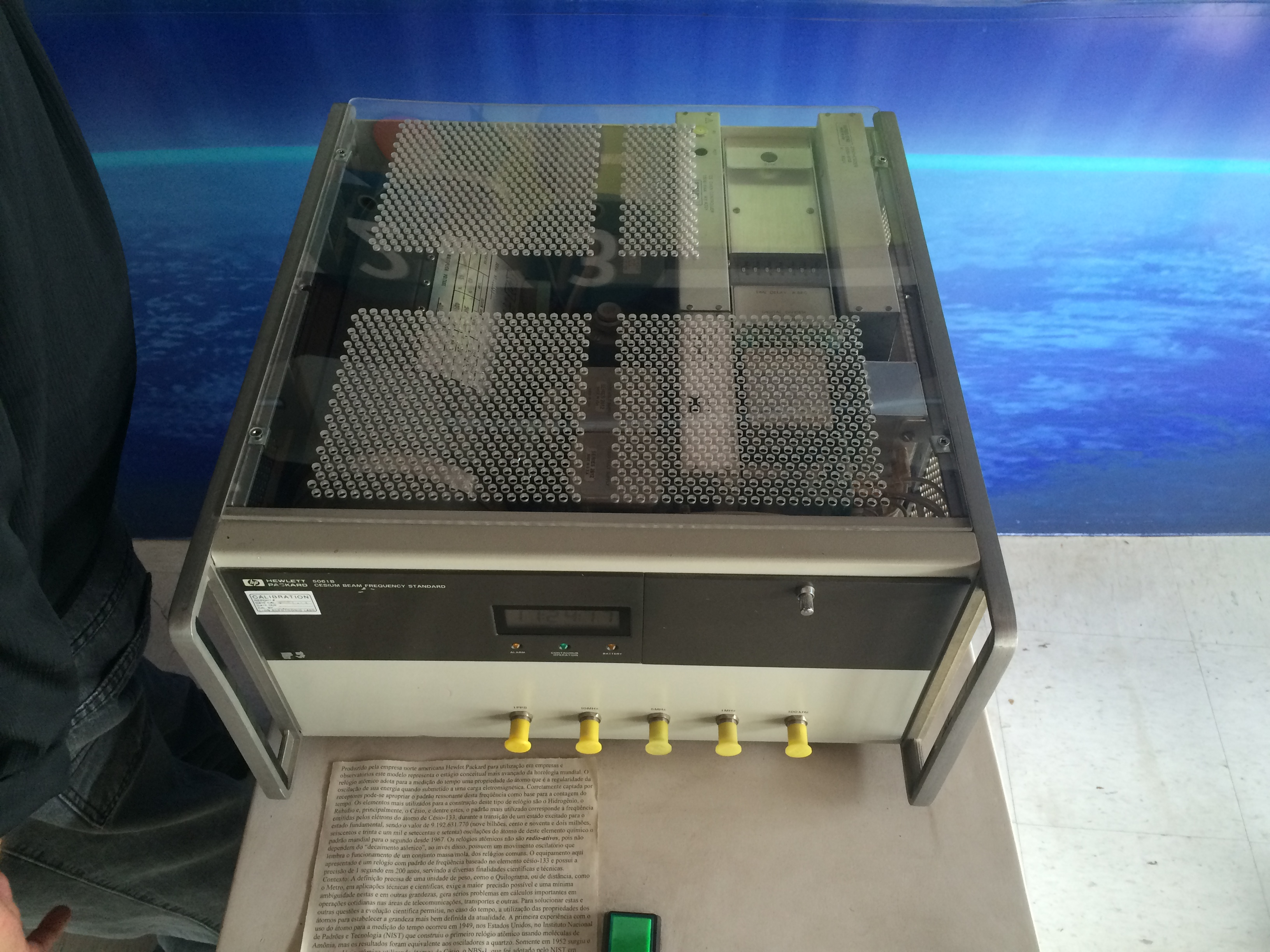
Relógio atômico
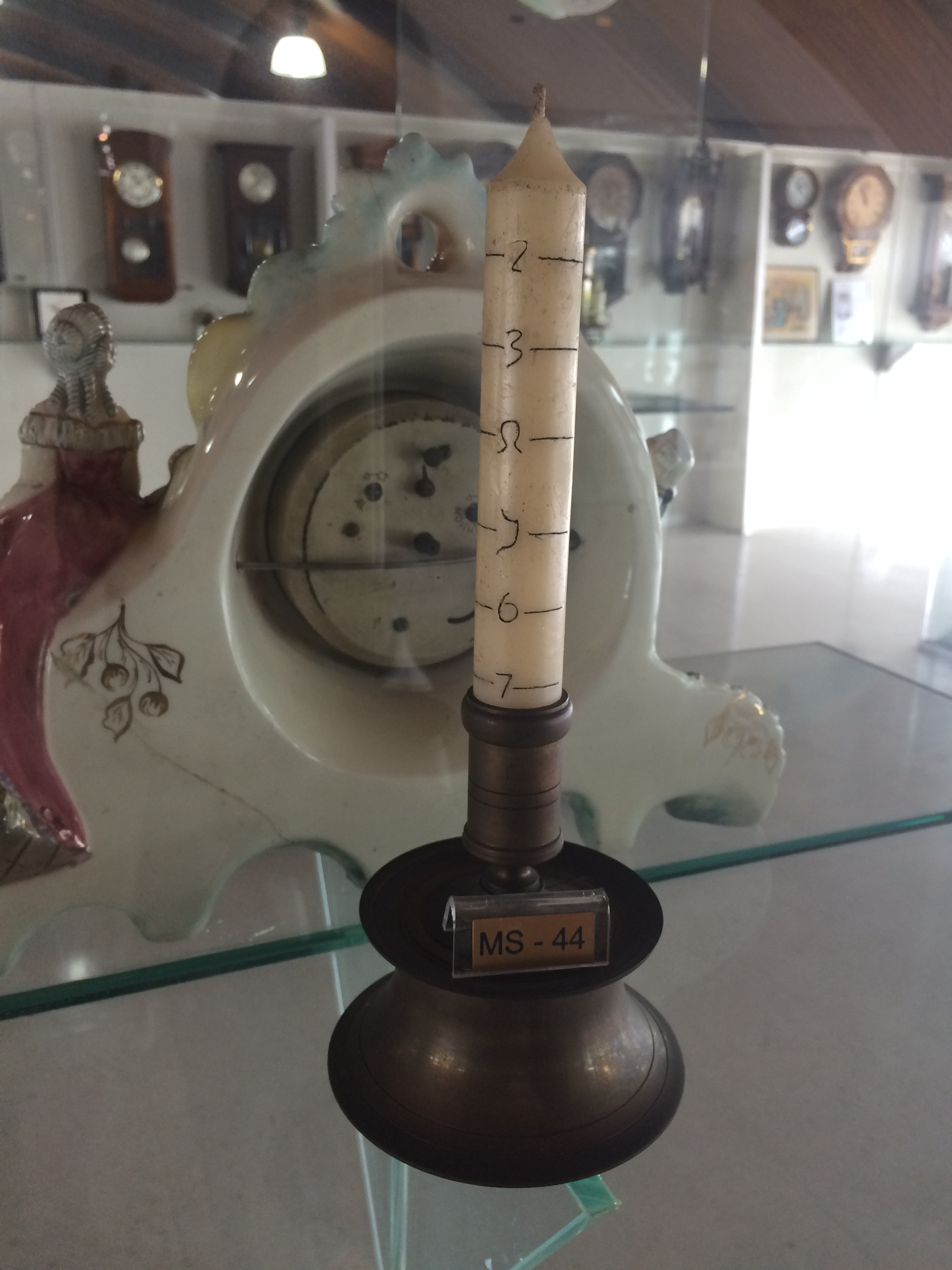
Relógio Vela
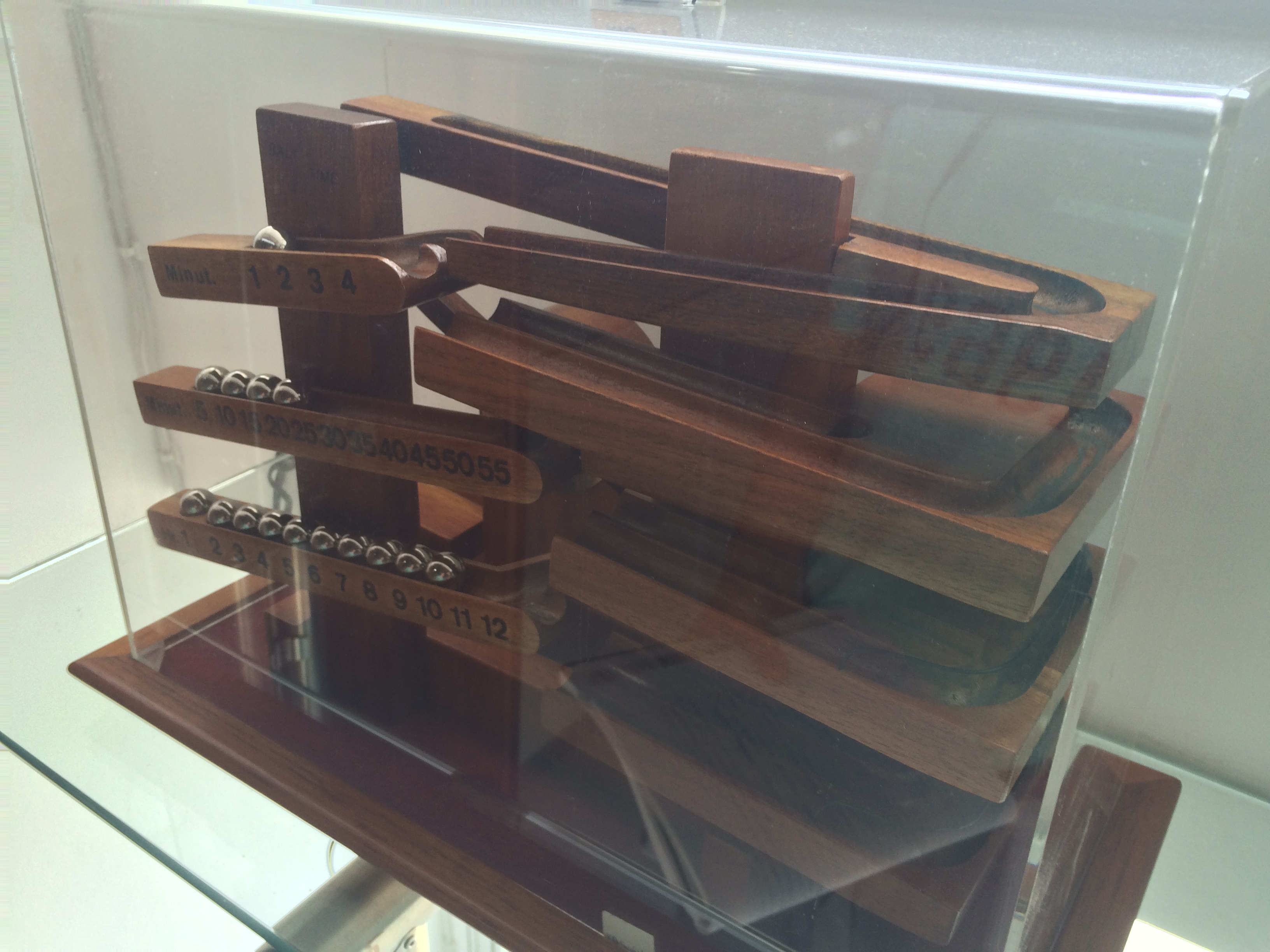
Relógio faça você mesmo